# Karl Járay

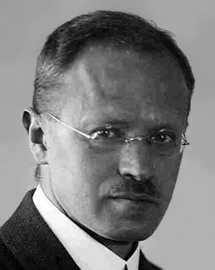
Karl Jaray, um 1925

Karl Járay (* 14. März 1878 in Wien, Österreich-Ungarn; † 29. November 1947 in Buenos Aires, Argentinien) war ein österreichisch-ungarischer Architekt, Bautechniker, Hochschullehrer und Mäzen. Er war ein Vertreter des Neoklassizismus, neuesten Technologien gegenüber aufgeschlossen, pflegte ein großes Maß an Eigenständigkeit jenseits zeitgenössischer architektonischer Tendenzen und galt als ein führender Spezialist des Eisenbetonhochbaus. Er lehrte und wirkte überwiegend in Wien und Böhmen, arbeitete zuletzt aber auch in Argentinien.

## Familie
Er war das zweite Kind und der zweite Sohn des aus dem ungarischen Temesvár stammenden Weinhändlers und Presshefeerzeugers Adolf Járay (1846–1939) und dessen Ehefrau Therese (1850–1934), geborene Schönberg. Nach der Übersiedlung aus dem heimatlichen Temesvár nach Wien im Jahr 1877 hatte Adolf Járay wie zuvor bereits seine beiden älteren Brüder Sándor (Alexander, 1845–1916) und Sigmund (1838–1908) den Familiennamen in Járay ungarisiert. Ihren ursprünglichen Familiennamen Jeitteles, der seit dem Anfang des 17. Jahrhunderts dokumentiert ist, legten sie ab, um dessen jiddischen Klang aus der öffentlichen Wahrnehmung zu nehmen und sich auf diese Weise vor antisemitischer Diskriminierung zu schützen.
Karl Járay hatte vier Geschwister, den älteren Bruder Rudolf (1876–1905) sowie die beiden jüngeren Brüder Felix (1880–1953) und Paul (1889–1974) und eine Schwester Juliette (1891–1911). Alle wurden in Wien geboren. Im Jahr 1901 konvertierte Karl Járay vom mosaischen zum christlichen Glauben, hier: zur römisch-katholischen Kirche.
Im Jahr 1905 heiratete er die aus Wien stammende Margarete (1875–1942), geborene Hirsch. Auch sie konvertierte vor der Heirat in Wiens Schottenkirche zum Katholizismus. Aus der Ehe gingen drei Kinder hervor, Maria „Mariedl“ (1907–1948), Rudolf (1909–2001) und Karl (1919–1941). Ihrem Sohn Rudolf ermöglichten die Eltern von 1922 bis 1929 den Besuch der Freien Schulgemeinde Wickersdorf, eines reformpädagogischen Landerziehungsheims im Thüringer Wald.
Karl Járays Cousin, der gelegentlich mit ihm verwechselte Innenarchitekt Karl Hans Jaray (1872–1944), war der Vater des Schauspielers und Regisseurs Hans Jaray.

## Studium
Nach dem Besuch einer Realschule studierte Karl Járay von 1895 bis 1901 Architektur an der Technischen Hochschule Wien. Die Bauschule absolvierte er bei Karl Mayreder und Karl König und schloss mit der 2. Staatsprüfung ab.

## Berufliche Entwicklung

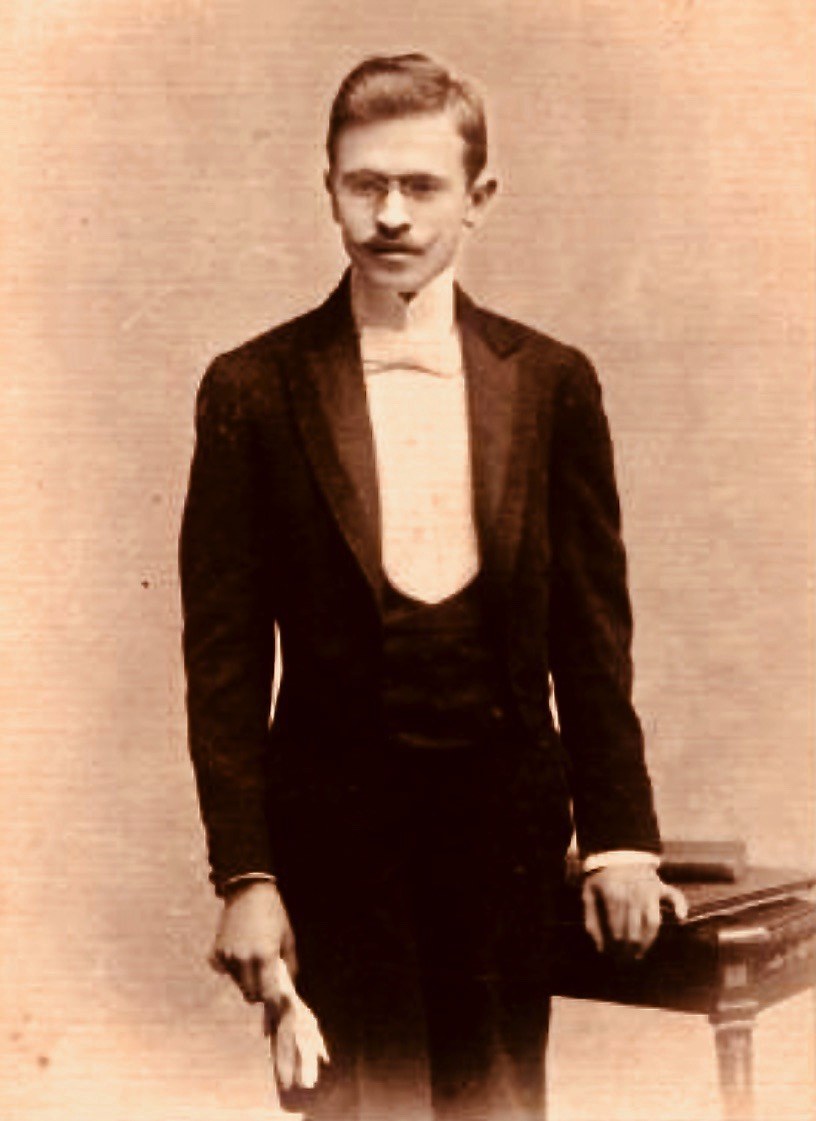
Karl Járay, um 1910

Ab 1901 war er als Bauassistent bei den k.k. Staatsbahnen (kkStB) in Villach tätig, gab diese Stelle jedoch rasch zugunsten eines Lehrauftrags an der Deutschen Technischen Hochschule (DTH) in Prag auf, wo er von 1901 bis 1904 als Assistent wirkte. Von 1904 bis 1908 war er dort im Fachgebiet des Eisenbetonhochbaus als Dozent und ab 1908 als außerordentlicher Professor tätig. Im Jahr 1902 promovierte er mit Auszeichnung zum Doctor technicae und konnte sich bereits im Jahr 1904 habilitieren.
Von 1903 bis 1912 war er als Redakteur für das Periodikum Technische Blätter. Zeitschrift des deutschen polytechnischen Vereins in Böhmen tätig und gehörte von 1909 bis 1912 der Chefredaktion an. Von 1913 bis 1918 lehrte er an der Deutschen Technischen Hochschule in Prag als außerordentlicher Professor für Bauökonomie, Heizung und Lüftung, von 1918 bis 1925 forschte und lehrte er als ordentlicher Professor am Lehrstuhl für die Enzyklopädie des Hochbaus.
Während dieser Zeit konnte er mehrere Gebäude für Bankinstitute (insbesondere Filialen der Böhmischen Escompte-Bank), Fabriken, Sanatorien, aber auch Wohnhäuser mit Mietwohnungen in Prag und Böhmen planen und realisieren. Er firmierte als „Járay, Dr. techn., Karl: Gebäudekunde B (Bank- und Industriebauten), Bauökonomie, Heizung und Lüftung“. Im Jahr 1925 ließ er sich pensionieren, um ganz als freiberuflicher Architekt in Wien tätig werden zu können. In dieser Phase widmete er sich dem Bau von Industrieanlagen (Bunzl & Biach), jedoch auch privaten Villen. Beispielsweise wurde er wiederholt für seinen Freund, den Industriellen Hugo Bunzl (1883–1961), tätig.
Im Jahr 1925 plante er für seine Familie und sich in Wiens XIX. Bezirk (Döbling) ein Wohnhaus in der Langackergasse 22, dessen Abriss 2008 geplant war. Es zeichnet sich durch ein eigenwilliges Fußwalmdach aus. Im Jahr 1929 plante er auch für seine Tante ein Wohnhaus in Wiens Grinzinger Straße 39, ebenfalls im 19. Bezirk. Ein Sommerhaus errichtete er für seine Familie in Spital am Pyhrn im Traunviertel.

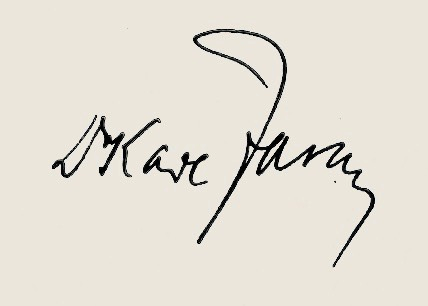
Autograph von Karl Járay, November 1928

Járay beschäftigte sich intensiv mit Literatur und gehörte dem Freundeskreis um die Literaten Karl Kraus und Adolf Loos an. Das Wirken seines Freundes Kraus bewunderte er und führte mit diesem einen langjährigen und regen Briefwechsel. Für ihn war er auch als Propagandist und Vermittler aktiv, um dessen Leseabende aus Goethes und Shakespeares Dramen zu fördern. Er erarbeitete ein umfangreiches Sachregister der von Kraus herausgegebenen satirischen Zeitschrift Die Fackel, wie er Germaine Goblot (1894–1948), der Biografin von Karl Kraus, schriftlich mitteilte: „Ich nehme an, dass Ihnen der Grund, aus dem ich wirklich zwei Exemplare der Zeitschrift [Die Fackel] besitze, nicht bekannt ist. Er besteht darin, dass ich seit nun bald fünf Jahren an einem Werk arbeite […], dem Register der Zeitschrift das die überraschende unermessliche Fülle des Inhalts erst erschliessen wird […]“. Das Register umfasst auf 7.504 Karteikarten die Fackel-Jahrgänge 1899 bis 1932. Die Buttinger-Bibliothek der Universität Klagenfurt hat Járays Register digitalisiert und um weitere Jahrgänge ergänzt.
Zusammen mit Bunzl finanzierte er den Rückkauf des Innsbrucker Brenner-Verlages an Ludwig Ficker, um diesen in die Lage zu versetzen, die Werke von Loos herausgeben zu können.

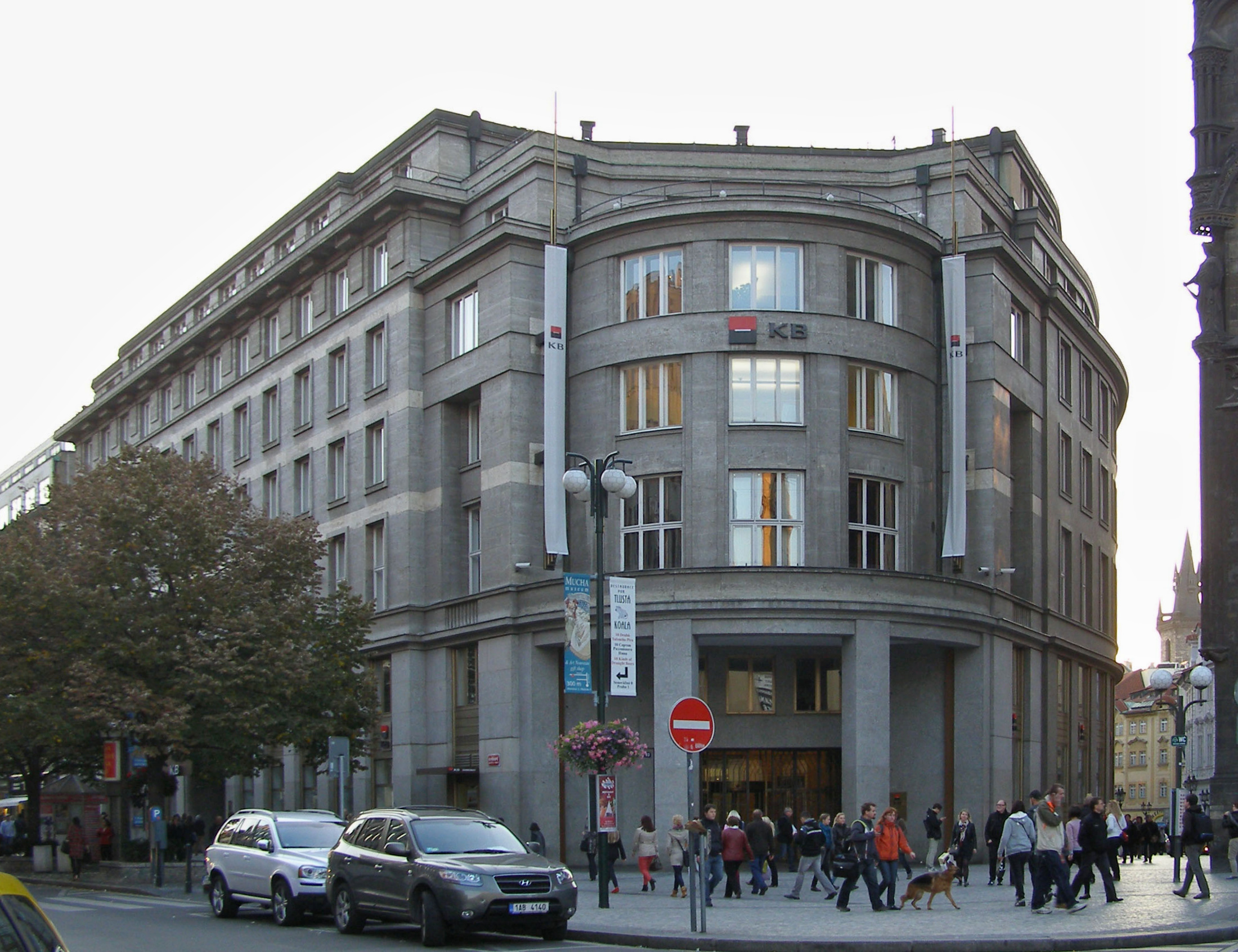
Gebäude einer von Karl Járay und Josef Sakař (1856–1936) mitgeplanten Bank in Prag

Im Jahr 1934 war er maßgeblich an der Gestaltung eines Treffens aus Anlass des 60. Geburtstages seines Freundes Karl Kraus beteiligt, an dem der französische Schriftsteller Henri Barbusse, der österreichische Komponist Alban Berg, der deutsche Dramatiker und Lyriker Bertolt Brecht, der tschechische Schriftsteller Karel Čapek, die deutsche Schriftstellerin Mechtilde Lichnowsky, der tschechische Redakteur der Zeitung „České Slovo“ und Karl-Kraus-Übersetzer Jan Münzer (1898–1950), der französische Journalist der Zeitschrift „L’Europe Novelle“, Marcel Ray, und die deutsche Lyrikerin Else Lasker-Schüler teilnahmen.
1936 sprach Járay zusammen mit Heinrich Fischer am Grab von Kraus die Abschiedsworte. Járay hatte zuvor seinen Cousin, den Bildhauer Alexander Járay (1870–1943), darum gebeten, Kraus’ Totenmaske abzunehmen.
Nach der Okkupation Österreichs durch die deutsche Wehrmacht konnte Járay rechtzeitig flüchten und emigrierte 1938 zunächst nach Prag, wo er in einer Pension untergebracht war. Als sein Wohngebäude von der Gestapo beschlagnahmt wurde, fielen dieser zahlreiche Dokumente seines 1936 verstorbenen Schulfreundes Karl Kraus, der Járay zu seinem Nachlassverwalter bestimmt hatte, in die Hände.
Das private Wohngebäude im 19. Bezirk Wiens in der Langackergasse 22 und die Liegenschaften der Familie in Spital am Pyhrn wurden beschlagnahmt und enteignet. Die am Wiener Morzinplatz ansässige Gestapo teilte dem Reichsstatthalter in Groß-Wien, Josef Bürckel, am 15. Juli 1940 schriftlich mit: „Die dem Karl Jaray und dessen Ehefrau Margarethe Jaray je zur Hälfte gehörige Liegenschaft in der Langackergasse 22 wurde mit Verfügung vom 15. Juni 1938 zu Gunsten der NSDAP eingezogen“. Am 6. Dezember 1940 konstatierte auch das Wiener Finanzamt Innere Stadt-Ost mit Sitz in der Riemergasse 2 gegenüber dem Amtsnachfolger Baldur von Schirach: „Betr.: Dr. Karl Jaray […] Reichsfluchtsteuer. Am 28. November 1940 wurden die rückständigen Säumniskosten im Betrage von RM 2.968.04 durch den Notar Herbert Wolff, in Windischgarsten aus dem Kauferlös der dem Juden gehörigen Liegenschaften in Spital am Pyhrn, bezahlt. Mithin ist das Reichsfluchtsteuerkonto ausgeglichen“.
Durch die Sudetenkrise vorgewarnt, musste Járay nach der Okkupation der restlichen Tschechoslowakei am 15. und 16. März 1939 erneut rasch fliehen und ging nach Großbritannien, wo er bis 1943 in London lebte. Mit im Gepäck war wohl eine Zweitschrift des Sachregisters der Fackel. Eine Mikroverfilmung davon, die später von Joseph Buttinger erworben wurde, geriet 1971 mit dessen Nachlass in die Universitätsbibliothek Klagenfurt.
In England verstarben sowohl sein jüngster Sohn Karl 1941 im Internierungslager an einem Lungenleiden als auch 1942 seine Ehefrau. Von England aus verließ Járay noch während des Zweiten Weltkrieges endgültig Europa, übersiedelte nach Südamerika und ließ sich in der argentinischen Hauptstadt Buenos Aires nieder, wo sich bereits seine Tochter Maria mit deren Ehemann Wolfgang Stein aufhielt. Maria, eine Ärztin, soll der familiären Überlieferung zufolge Suizid begangen haben. Karl Járay heiratete wohl ein zweites Mal, konnte für wenige Jahre wieder als Architekt arbeiten und mehrere Industriebauten errichten.
Er verstarb im Alter von 69 Jahren an einer Infektionserkrankung.

## Auszeichnungen
- 1910 Ritterkreuz des Franz-Joseph-Ordens[2]

## Mitgliedschaften
- ab 1902 – Deutscher polytechnischer Verein in Böhmen
- ab 1907 – Wiener Bauhütte[2]

## Veröffentlichungen
- Zellendecke System Kulhánek. Ein Beitrag zur Berechnung von Verbundkörpern. In: Technische Blätter, 34 (1902), Prag 1902, S. 58–74.
- Zu Fragen der einfachen, direkten und ökonomischen Dimensionierung von Betonkonstruktionen. Prag 1906.
- Theorie und Aufgaben des Betoneisenbaus. Prag 1907.
- mit Alfred Birk und L. Krombholz: Der Bahnmeister, Band 1, Theoretische Hilfslehren für die Praxis des Bau- und Erhaltungsdienstes der Eisenbahnen, H. 5, Baulehre, 2. Hälfte, Hochbau. Knapp, Halle an der Saale 1909.
- ders.: Leitfaden des Hochbaues unter Berücksichtigung der Bauschäden. Knapp, Halle an der Saale 1909.
- Zur Miethausfrage. In: Technische Blätter, 44 (1912), S. 63ff.
- Der Selbstmord der Menschheit (aus einem Vortrag). Hrsg. v. Österreichischen Komitee gegen den drohenden Krieg, Anzengruber, Wien 1933.
- mit Heinrich Fischer: Abschiedsworte am Grabe, Nachruf auf Karl Kraus, 15. Juni 1936, Selbstverlag, Wien 1936.